# إشعاع حراري

الإشعاع الحراري للكون عند 2.7 كلفن وهو يماثل التوزيع الكهرومغناطيسي لبلانك، ووضع قانونه، قانون بلانك سابقا في عام 1900 بصفة عامة لجميع الأجسام الساخنة. تمت قياسات هذا الرسم البياني للكون في أواخر القرن العشرين.

الإشعاع الحراري أو أشعة تسخين هو أحد صور انبعاث الطاقة وانتقالها، وكمية الطاقة التي يحملها الإشعاع تعتمد علي درجة حرارة وطبيعة السطح الباعث للأشعة. وهذا النوع من وسائل إنتقال الحرارة لا يحتاج إلي وسيط بين السطح الباعث والمستقبل للأشعة. وتنتقل الأشعة علي هيئة موجات كهرومغناطيسية، هذه الموجات التي تنتقل بها موجات الراديو وأشعة x وأشعة جاما وغيرها، والاختلاف يكون فقط في الطول الموجي للأشعة.

ومن الناحية النظرية فإن الطول الموجي للأشعة الحرارية يقع في المدي من صفر إلى مالا نهاية، وعلى كل فإن معظم هذه الأشعة يتراوح طولها الموجي ما بين 0٫1 إلي 100 ميكرومتر، كما أن الجزء المرئي من الأشعة الحرارية يتراوح طوله الموجي ما بين 0٫4 إلى 0٫7 ميكرومتر. ودرجة حرارة سطح الشمس الفعالة تقدر بحوالي 5760 كلفن، وتبعث أشعة في المدي من 0٫1 إلي 3 ميكرومتر شاملة الأشعة المرئية.

وتنتقل الأشعة عامة بسرعة الضوء والتي تقدر بحوالي 300 مليون متر/ثانية في الفراغ. ويمكن التعبير عن العلاقة بين الطول الموجي وسرعة الضوء والتردد للأشعة بالمعادلة التالية:

C = λν

حيث:

C: سرعة الضوء

λ: الطول الموجي

ν: التردد

ولحساب الطاقة المحملة في هذه الموجات فإنه وطبقا لنظرية الكم

E = hv

حيث:

E: طاقة الفوتون

h:ثابت بلانك

## سقوط الأشعة على الأسطح
عند سقوط الأشعة علي الأسطح فإن جزء منها قد ينعكس بعيدا عن السطح وجزء آخر قد يمتص بواسطة السطح والجزء الثالث قد ينفذ من خلال السطح. ويتوقف ذلك على ثلاث خواص إشعاعية للسطح المستقبل للأشعة وهي الإنعكاسية والامتصاصية والنفاذية[ ؟ ]، ومجموع قيم هذه الخواص الثلاثة لابد أن يكون مساويا للواحد الصحيح أي أن

ρ + α + τ = 1

حيث:
- ρ: معامل الانعكاس
- α: معامل الامتصاص
- τ: معامل النفاذية

والمعاملات السابقة لا تعتمد فقط علي طبيعة السطح الماص ولكن أيضا على إتجاه الأشعة والطول الموجي لها. وتكون المعادلة السابقة صحيحة في حالة استخدام القيم المتوسطة للمعاملات السابقة على مدي الاطوال الموجية المختلفة.

## ظاهرة البيوت الزجاجية
بالحديث عن الطول الموجي واعتماد خواص الأشعة عليه فإنه من الجدير بالذكر الحديث عن الظاهرة المعروفة باسم البيوت الزجاجية أو الاحتباس الحراري. وهذه الظاهرة تنتج عن اختلاف معامل النفاذية الطيفي (بالإنجليزية: Spectral transmissivity)‏ للزجاج باختلاف الطول الموجي، حيث تكون هذه النفاذية عالية في منطقة الموجات المرئية وقرب الموجات تحت الحمراء، أما الموجات المنبعثة من داخل الصوبة الزجاجية والتي تكون في مدي الأطوال الموجية الطويلة نسبيا والبعيدة عن منطقة الأشعة تحت الحمراء فإن النفاذية عندها تكون أقل، ومن هنا فإن الأشعة التي تنفذ من خلال الزجاج ترفع درجة حرارة الأجسام الموجودة بداخله ثم تشع هذه الأجسام موجات طويلة نسبيا يصعب نفاذها من الداخل للخارج مما يؤدي لرفع درجة الحرارة داخل هذه البيوت الزجاجية.

## الخصائص الإشعاعية للأسطح الحقيقية

تغير كمية إشعاع جسم الكلية وانزياح تردد أشعة القمة المصاحبة لتغير حرارة الجسم. حيز ترددات الضوء المرئي يشمل أطوال الموجات الكهرونغناطيسية بين 380 و750 نانومتر للتوضيح.

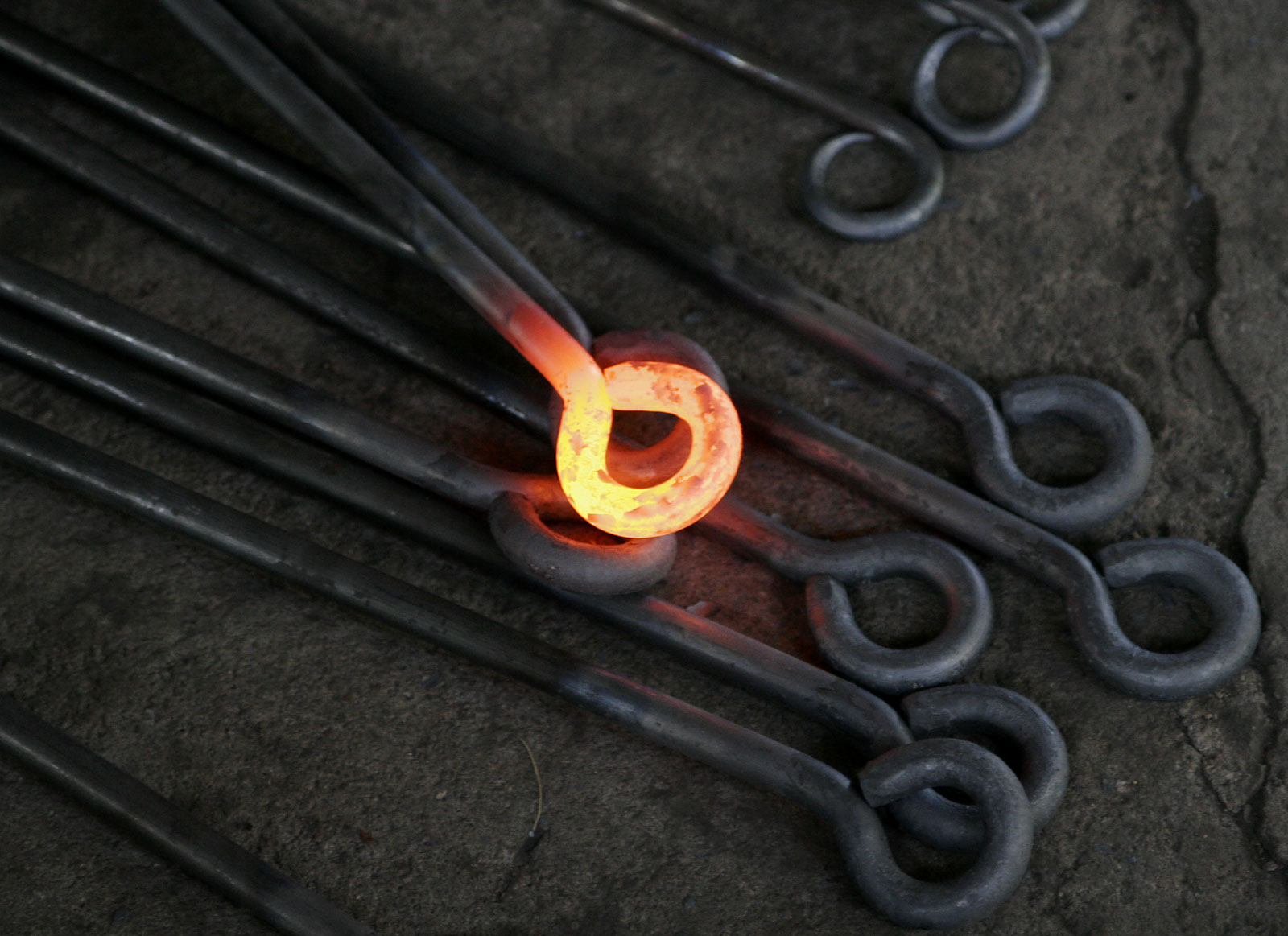
الإشعاع الحراري في حيز الضوء المرئي لهذا الحديد الساخن. الأشعة تحت الحمراء لا تري للعين ولا لكاميرا التصوير العادية، ولكن توجد كاميرات يمكنها تصوير أشعة تحت الحمراء وكذلك الأشعة فوق البنفسجية. (أنظر تصوير حراري).

إن مفهوم الجسم الأسود هو مفهوم نظري ولهذا كان من الضروري أن يُعَرَّف السطح الحقيقي من وجهة نظر الانبعاث. فالجسم الأسود يبعث كل الأشعة أي أن معامل الانبعاثية للسطح الحقيقي أقل من الواحد.

وتعرف الانبعاثية (بالإنجليزية: emissivity)‏ أنها:

«النسبة بين القدرة المنبعثة من السطح الحقيقي إلي تلك المنبعثة من سطح الجسم الأسود عند نفس درجة الحرارة».

ويمكن التعبير عنها رياضيا باستخدام المعادلة التالية:
ε = E / Eb
حيث:
- ε: معامل الانبعاث للسطح.
- E: معدل الطاقة المنبعثة من الجسم الحقيقي عند درجة حرارة T.
- Eb: معدل الطاقة المنبعثة من الجسم الأسود عند نفس درجة الحرارة.

بالإضافة لاعتماد الانبعاثية علي درجة الحرارة فإنها تعتمد على الطول الموجي للأشعة وإتجاهها، والمعادلة السابقة تعطي قيمة متوسطة للانبعاثية على مدى الموجات المختلفة وفي كل الإتجاهات. وتعرف أحيانا بالانبعاثية الكلية أو الانبعاثية النصف كروية (بالإنجليزية: Hemispherical emissivity)‏.

و يمكن التعبير عن الانبعاثية أحادية الطول الموجي (بالإنجليزية: monochromatic emissivity)‏ بأنها:

«النسبة بين القدرة الإشعاعية للجسم عند طول موجي محدد إلي تلك القدرة للجسم الأسود عند نفس الطول الموجي ودرجة الحرارة».

و يعبر رياضيا عنها بالمعادلة التالية:

ελ = Eλ / Eλb

حيث:
- ε: معامل الانبعاث للسطح عند طول موجي λ.
- Eλ: معدل الطاقة المنبعثة من الجسم الحقيقي عند نفس الطول الموجي.
- Ebλ: معدل الطاقة المنبعثة من الجسم الأسود عند نفس درجة الحرارة ونفس الطول الموجي.

و يوضح الجدول التالي بعض القيم المتوسطة للانبعاثية ومعامل الامتصاص لعض الأسطح الحقيقية

| السطح             | الامتصاصية | الانبعاثية |
| ----------------- | ---------- | ---------- |
| الكروم الأسود     | 0٫95       | 0٫1        |
| النيكل الأسود     | 0٫9        | 0٫08       |
| أكسيد النحاس[ ؟ ] | 0٫9        | 0٫17       |
| كبريتيد الرصاص    | 0٫89       | 0٫2        |
| طلاء أسود مسطح    | 0٫98       | 0٫98       |

أهم أستخدامات الإشعاع الحراري للاجسام
1. تحديد مناطق الثروات الطبيعية في باطن الأرض
2. وتعد من أهم طرق اكتشاف الادلة الجنائية المبهمة حيث يظل الإشعاع الحراري لشخص ما في كمان الجريمة مدة ليست طويلة وقد تصل من 12 ساعة حتى 16 على أقصي تقدير
وبهذه التقنية يستطيع الشرطة تحديد هوية المجرمين بدقة خلال تلك المدة.

## اقرأ أيضا
- الاشعاع الشمسي
- شدة الإشعاع و الفيض الإشعاعي
- جسم أسود
- تصوير حراري
- طيف كهرومغناطيسي
- ماكس بلانك
- قانون بلانك
- قانون فين للإزاحة
- حرارة
- الكومة الحرارية